# Dante Rossi (politico sammarinese)
Dante Rossi (1931/1932 – 27 luglio 2024) è stato un politico sammarinese.

## Biografia
Lavorò come perito all'Ufficio Tecnico e contribuì alla costruzione della funivia di San Marino.
Fu anche attivo in ambito istituzionale e fece parte del Consiglio Grande e Generale dal 1964 al 1969. Tra l'aprile e l'ottobre del 1968 detenne la reggenza della Repubblica con Marino Benedetto Belluzzi.
Morì il 27 luglio 2024 all'età di 92 anni.

## Vita privata
Con la moglie Giovanna Carla ebbe i figli Franco (?-2013), Alessandro e Valentina, presidente dell'Unione Donne Sammarinesi.